# Kunčické rybníky
Kunčické rybníky jsou soustavou tří malých rybníků o rozloze vodní plochy 0,9 ha u rybníka I, 0,7 ha u rybníka II a 0,6 ha u rybníka III (počítáno ve směru od obecního úřadu k Hrádku). Rybníky se nalézají na jižním okraji obce Kunčice v okrese Hradec Králové a jsou využívány pro chov ryb.

## Galerie

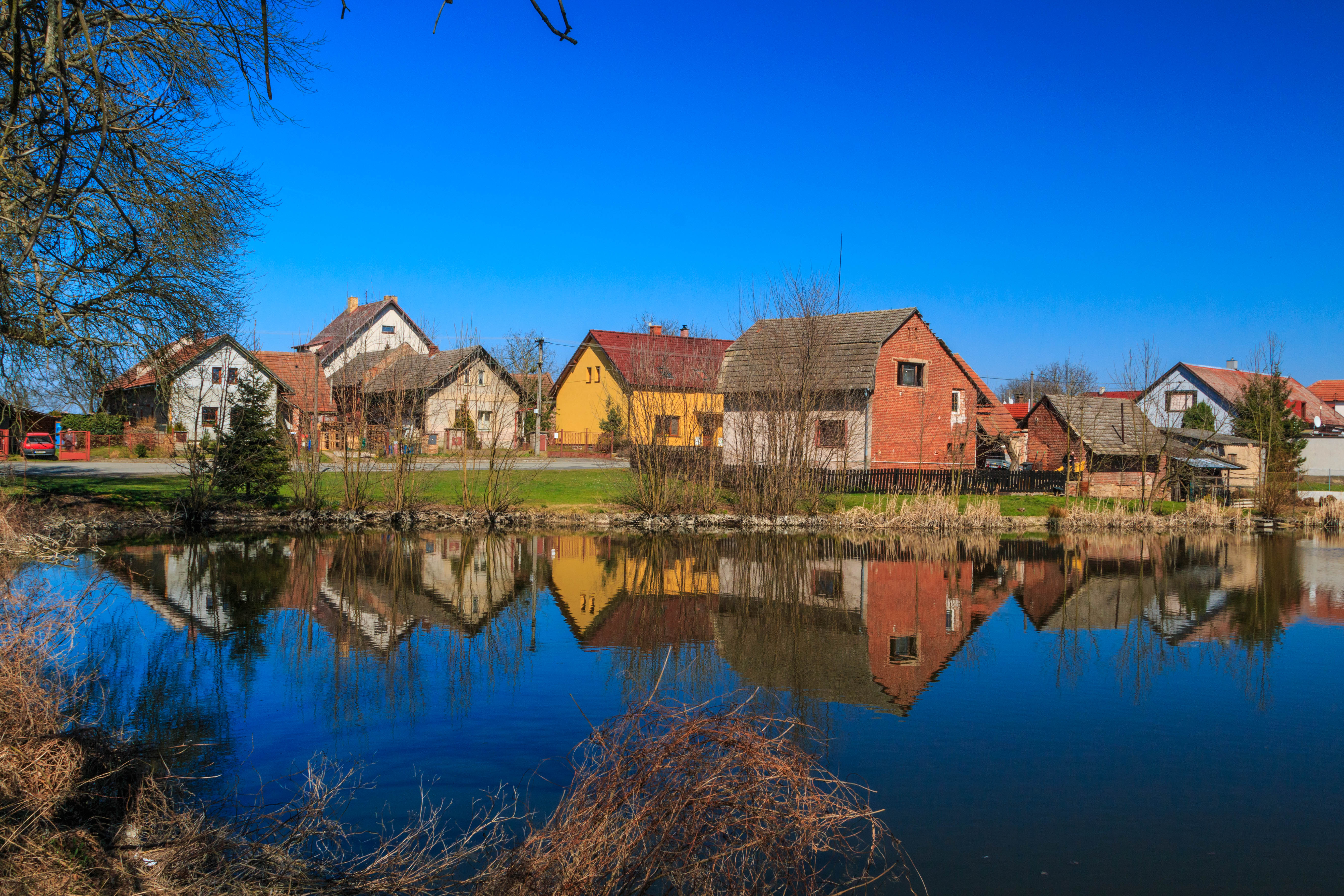
Pohled na Kunčický rybník I
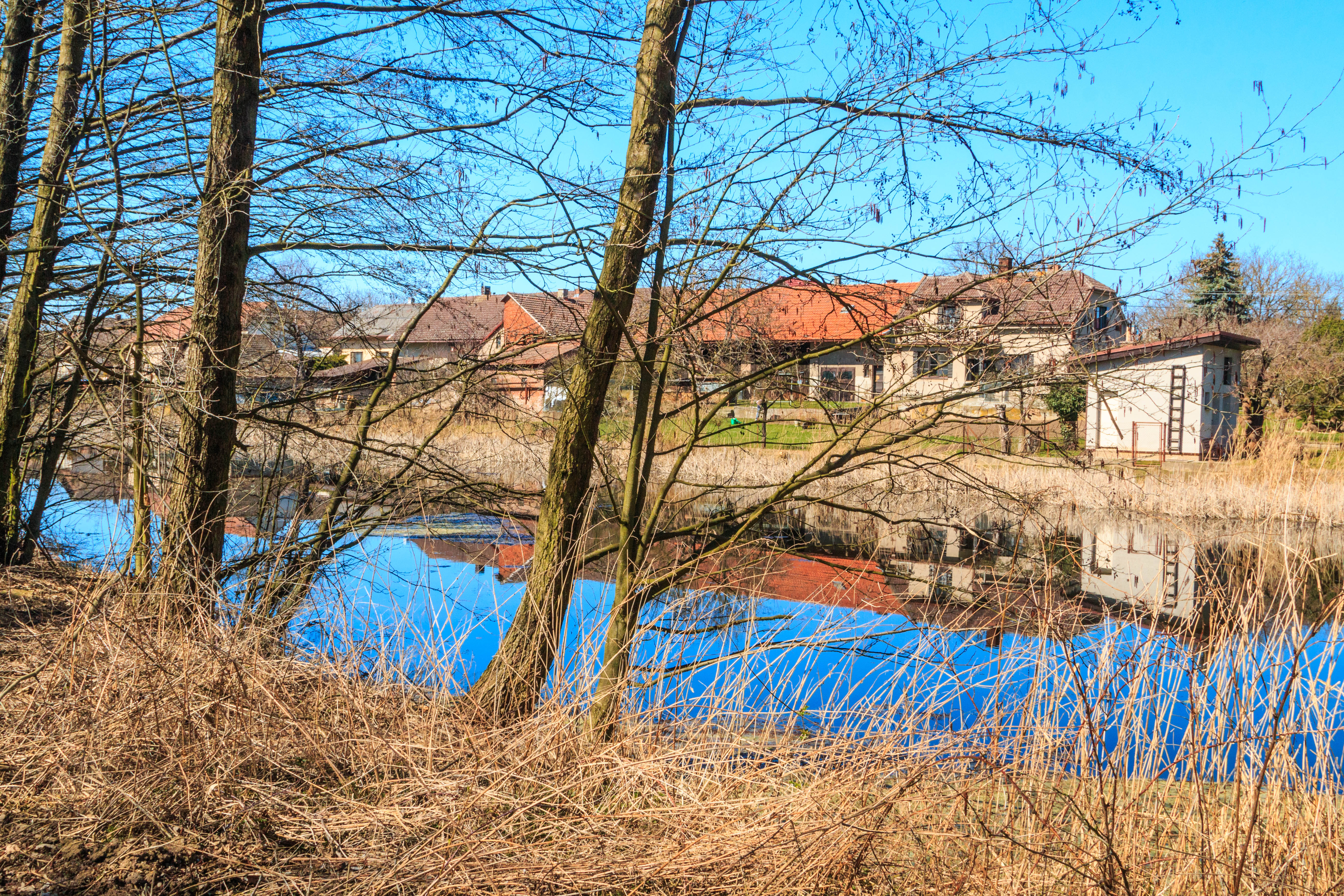
Pohled na Kunčický rybník II
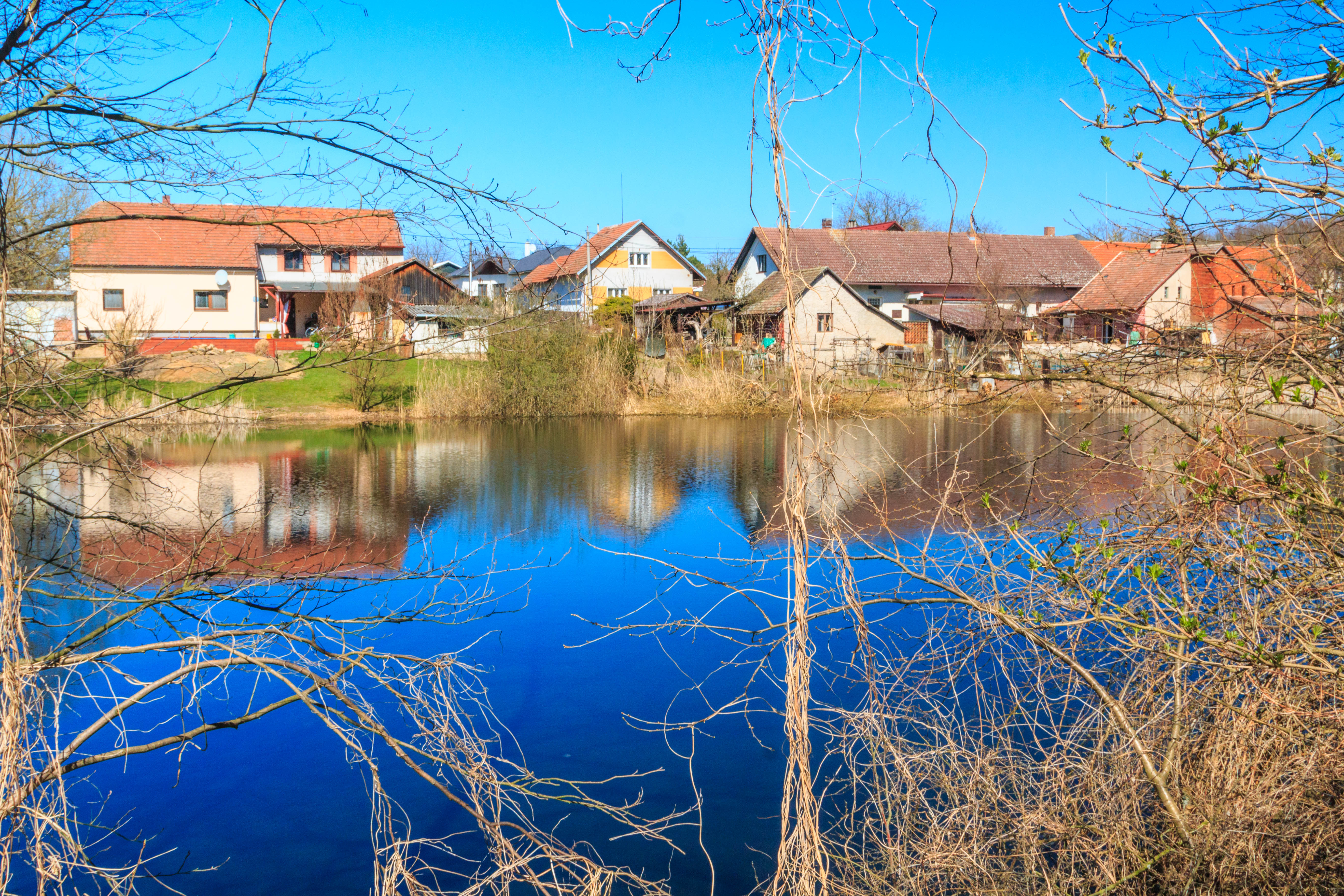
Pohled na Kunčický rybník II
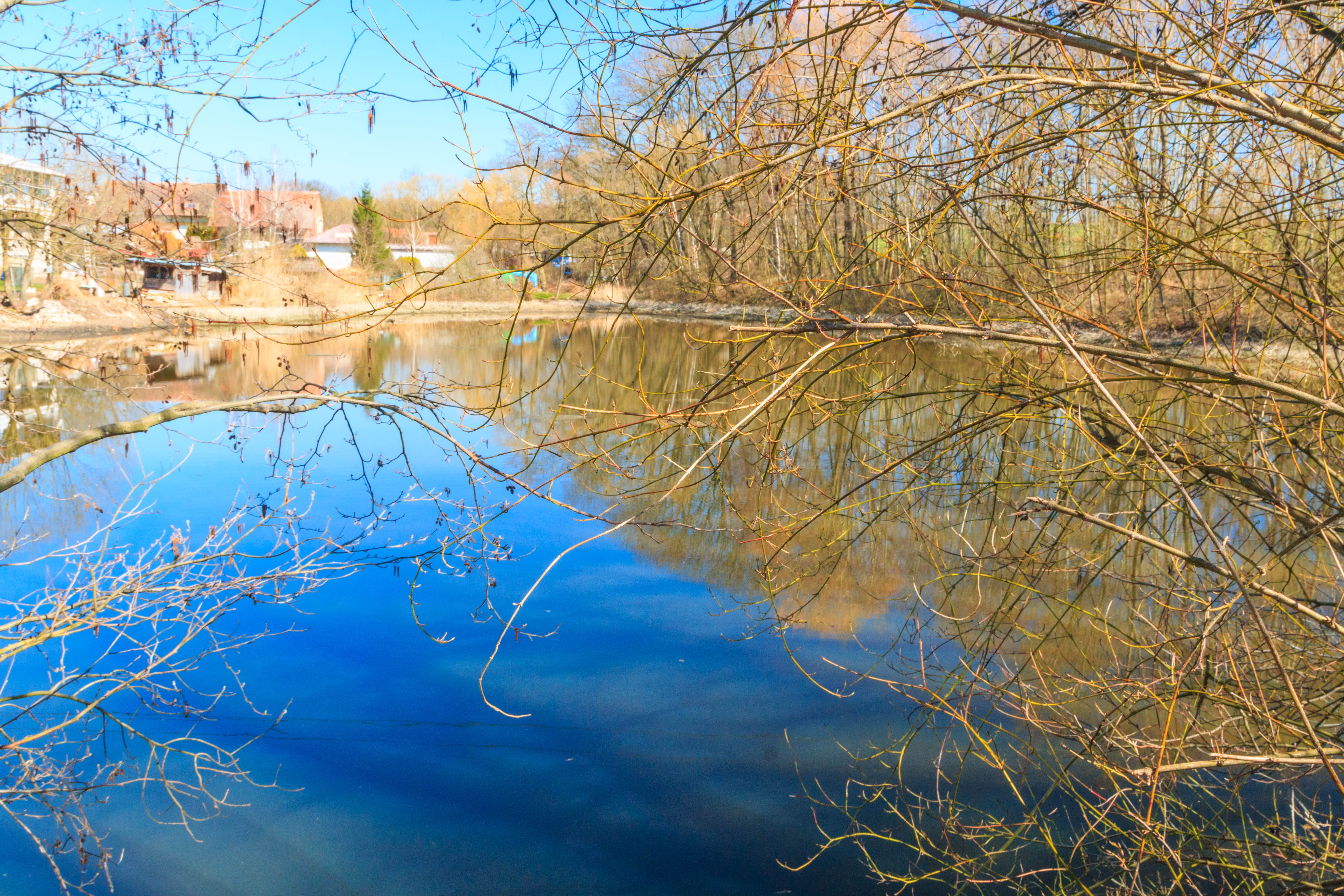
Pohled na Kunčický rybník III